# Терпишка
Терпи́шка — деревня в Вачском районе Нижегородской области. Входит в состав Казаковского сельсовета.

## География
Находится на расстоянии 1,5 км на юг от села Казаково.

## История
В прошлом — деревня Терпигорево Казаковского прихода Муромского уезда Владимирской губернии.
В окладных книгах за 1676 год в сведениях о составе Казаковского прихода сказано, что в деревне Терпигореве было 7 дворов крестьянских и 4 бобылских.

## Население
| 1859 | 1905 | 1926 | 1999 | 2002 | 2010 |
| ---- | ---- | ---- | ---- | ---- | ---- |
| 121  | ↗144 | ↗226 | ↘13  | ↗22  | ↘12  |